# Немного за сорок
«Немного за сорок» (англ. Fortysomething) — британский телесериал 2003 года. Был выпущен один сезон, состоящий из 6 серий.

## Сюжет
Пол Слиппери —  врач-терапевт, более преуспевающий на работе, чем у себя дома. Его жена Эстель наконец-то возвращается к работе после многих лет ведения домашнего хозяйства и воспитания троих сыновей. В центре этой семейной комедии секс: у Пола его нет, он боится, что у его жены он есть, а уж   у троих их сыновей он в достатке.

## В ролях
- Хью Лори — Пол Слиппери
- Анна Чанселлор — Эстель Слиппери
- Бенедикт Камбербэтч — Рори Слиппери
- Нил Генри — Даниель Слиппери
- Джо Ван Мойланд — Эдвин Слиппери
- Шейла Хэнкок — Гвендолин Хартли
- Питер Капальди — доктор Ронни Пилфри
- Лолита Чакрабарти — Суринда Дилан
- Эмма Фергюсон — Лаура Проек
- Кэрол Харви — Рози